# Tuffi ai campionati mondiali di nuoto 2024 - Trampolino 1 metro maschile
La competizione dei tuffi dal trampolino 1 metro maschile dei campionati mondiali di nuoto 2024 si è svolta il 3 febbraio 2024 presso il Centro Acquatico Hamad di Doha, in Qatar.
La gara, a cui hanno preso parte 45 tuffatori provenienti da 32 nazioni, si è svolta in due turni, in ognuno dei quali l'atleta ha eseguito una serie di sei tuffi.
La competizione è stata vinta dal messicano Osmar Olvera, che ha preceduto sul podio l'australiano Li Shixin e il britannico Ross Haslam.

## Programma
| Data            | Ora   | Turno       |
| --------------- | ----- | ----------- |
| 3 febbraio 2024 | 10:02 | Preliminari |
| 3 febbraio 2024 | 19:02 | Finale      |

## Risultati
| Pos.    | Atleta              | Nazionalità     | Preliminari | Preliminari | Finale          | Finale          |
| Pos.    | Atleta              | Nazionalità     | Punti       | Pos.        | Punti           | Pos.            |
| ------- | ------------------- | --------------- | ----------- | ----------- | --------------- | --------------- |
| Oro     | Osmar Olvera        | Messico         | 406.30      | 1           | 431.75          | 1               |
| Argento | Li Shixin           | Australia       | 379.95      | 3           | 395.70          | 2               |
| Bronzo  | Ross Haslam         | Gran Bretagna   | 373.90      | 5           | 393.10          | 3               |
| 4       | Giovanni Tocci      | Italia          | 385.05      | 2           | 388.75          | 4               |
| 5       | Lorenzo Marsaglia   | Italia          | 342.90      | 11          | 378.25          | 5               |
| 6       | Kurtis Mathews      | Australia       | 367.90      | 7           | 372.90          | 6               |
| 7       | Gwendal Bisch       | Francia         | 330.10      | 12          | 352.55          | 7               |
| 8       | Danylo Konovalov    | Ucraina         | 356.90      | 8           | 349.55          | 8               |
| 9       | Lyle Yost           | Stati Uniti     | 354.30      | 9           | 347.25          | 9               |
| 10      | Sebastián Morales   | Colombia        | 350.70      | 10          | 340.60          | 10              |
| 11      | Zheng Jiuyuan       | Cina            | 378.60      | 4           | 334.35          | 11              |
| 12      | Juan Celaya         | Messico         | 373.70      | 6           | 324.15          | 12              |
| 13      | Lars Rüdiger        | Germania        | 328.55      | 13          | Non qualificati | Non qualificati |
| 14      | Jules Bouyer        | Francia         | 321.35      | 14          | Non qualificati | Non qualificati |
| 15      | Frank Rosales       | Cuba            | 317.40      | 15          | Non qualificati | Non qualificati |
| 16      | Luis Moura          | Brasile         | 315.40      | 16          | Non qualificati | Non qualificati |
| 17      | Kyrylo Azarov       | Ucraina         | 311.80      | 17          | Non qualificati | Non qualificati |
| 18      | Mohamed Noaman      | Egitto          | 305.65      | 18          | Non qualificati | Non qualificati |
| 19      | Yi Jae-gyeong       | Corea del Sud   | 295.45      | 19          | Non qualificati | Non qualificati |
| 20      | David Ekdahl        | Svezia          | 293.10      | 20          | Non qualificati | Non qualificati |
| 21      | Mohamed Farouk      | Egitto          | 292.55      | 21          | Non qualificati | Non qualificati |
| 22      | Dariush Lotfi       | Austria         | 292.30      | 22          | Non qualificati | Non qualificati |
| 23      | Kai Kaneto          | Giappone        | 290.55      | 23          | Non qualificati | Non qualificati |
| 24      | David Ledinski      | Croazia         | 290.50      | 24          | Non qualificati | Non qualificati |
| 25      | Donato Neglia       | Cile            | 289.65      | 25          | Non qualificati | Non qualificati |
| 26      | Martynas Lisauskas  | Lituania        | 276.70      | 26          | Non qualificati | Non qualificati |
| 27      | Jack Ryan           | Stati Uniti     | 270.10      | 27          | Non qualificati | Non qualificati |
| 28      | Elias Petersen      | Svezia          | 265.30      | 28          | Non qualificati | Non qualificati |
| 29      | Frandiel Gómez      | Rep. Dominicana | 263.70      | 29          | Non qualificati | Non qualificati |
| 30      | Vyacheslav Kachanov | Uzbekistan      | 258.45      | 30          | Non qualificati | Non qualificati |
| 31      | Hanis Jaya Surya    | Malaysia        | 258.00      | 31          | Non qualificati | Non qualificati |
| 32      | Cédric Fofana       | Canada          | 255.55      | 32          | Non qualificati | Non qualificati |
| 33      | Rafael Borges       | Brasile         | 248.80      | 33          | Non qualificati | Non qualificati |
| 34      | Sebastian Konecki   | Lituania        | 243.55      | 34          | Non qualificati | Non qualificati |
| 35      | Kim Yeong-taek      | Corea del Sud   | 242.90      | 35          | Non qualificati | Non qualificati |
| 36      | Irakli Sakandelidze | Georgia         | 223.35      | 36          | Non qualificati | Non qualificati |
| 37      | Nikola Paraušić     | Serbia          | 210.55      | 37          | Non qualificati | Non qualificati |
| 38      | Avvir Tham          | Singapore       | 198.05      | 38          | Non qualificati | Non qualificati |
| 39      | Hemam London Singh  | India           | 197.05      | 39          | Non qualificati | Non qualificati |
| 40      | Surajit Rajbanshi   | India           | 192.20      | 40          | Non qualificati | Non qualificati |
| 41      | José Calderón       | Rep. Dominicana | 188.55      | 41          | Non qualificati | Non qualificati |
| 42      | Adityo Restu Putra  | Indonesia       | 185.15      | 42          | Non qualificati | Non qualificati |
| 43      | Curtis Yuen         | Hong Kong       | 179.00      | 43          | Non qualificati | Non qualificati |
| 44      | Dulanjan Fernando   | Sri Lanka       | 150.40      | 44          | Non qualificati | Non qualificati |
| 45      | Anathi Shozi        | Sudafrica       | 128.45      | 45          | Non qualificati | Non qualificati |